# Jan Hielke Roukema
Jan Hielke Roukema (Haarlem, 27 augustus 1910 - Laren, 1 januari 1997) was een Nederlandse burgemeester. Hij was lid van de VVD.

## Leven en werk
Roukema was een zoon van Jan Roukema en Margaretha Josina Roosdorp. Hij was voordat hij tot burgemeester van Zuidlaren werd benoemd werkzaam op de provinciale griffie van Noord-Holland. Hij werd in 1941 benoemd tot burgemeester van Zuidlaren. Vanwege zijn verzetsactiviteiten in de Tweede Wereldoorlog werd hij in mei 1944 gearresteerd door de Duitse bezetter. Hij had ervoor gezorgd dat de plaatselijke drukkerij van stroom werd voorzien vanuit het gemeentehuis. Er werden onderduikers in het gemeentehuis verborgen. Ook werden van hieruit valse persoonsbewijzen verspreid. Een knokploeg wist hem uit zijn gevangenschap te bevrijden. Hij werd als burgemeester vervangen door de NSB'er Ludolf Jan Zandt. Na de bevrijding keerde hij terug als burgemeester van Zuidlaren en vervulde deze functie tot zijn pensionering in 1975. Hij werd benoemd tot ereburger van Zuidlaren en erevoorzitter van de Prins Bernhardhoeve. Roukema overleed in 1997 te Laren.
Roukema was gehuwd met Louise Cornélie van Mourik Broekman. Hij was officier in de Orde van Oranje-Nassau en drager van het Oorlogsherinneringskruis en van het Verzetsherdenkingskruis.